# Vredenburgh (Alabama)
Vredenburgh es un pueblo ubicado en el condado de Monroe en el estado estadounidense de Alabama. En el censo de 2000, su población era de 327.

## Demografía
En el 2000 la renta per cápita promedia del hogar era de $27,321, y el ingreso promedio para una familia era de $27,917. El ingreso per cápita para la localidad era de $5,892. Los hombres tenían un ingreso per cápita de $26,500 contra $10,833 para las mujeres.

## Geografía
Vredenburgh está situado en 31°49′35″N 87°19′14″O / 31.82639, -87.32056 (31.826518, -87.320686)
Según la Oficina del Censo de los EE. UU., la ciudad tiene un área total de 1.52 millas cuadradas (3.93 km²).